# Garcerán V de Pinós

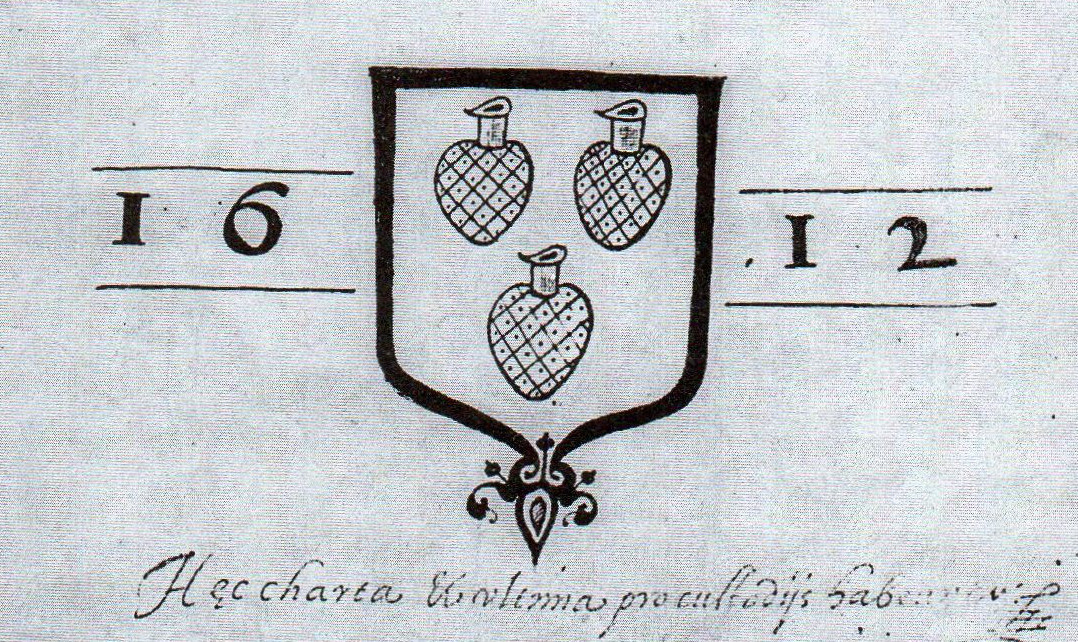
Casa de Garcerán de Pinós

Garcerán o Galcerán V de Pinós "El Viejo", (Principado de Cataluña, - Bagà, Bergadá, 1277), barón de San Jaime, Pinós, Valmanya, Tárrega, Gaiá, el Espá, Gósol, Saldes, Quer Foradat, Llo, Gisclareny, Alguaire, Albesa, Lillet, la Guardia, Tautavel y Fórnols, señor de los castillos de Josa, San Martín los Castillos, Cava, Ansovell y Queralt.  

## Biografía
Era hijo de Ramón I Garcerán de Pinós y miembro de la Casa de Garcerán de Pinós, noble linaje catalán originario de la Cerdaña y del Bergadá. El primer Garcerán de Pinós fue Mir Riculf (...-1.068), uno de los nueve barones de la fama,  también conocidos como 'Los Nueve Caballeros de la Tierra', esforzados barones de la tierra catalana con el afán de reconquistar los territorios ocupados por los sarracenos. El hijo de éste, Garcerán I de Pinós (1.068-1.117) trasladó su sede al castillo de Bagà. 
Casado con Esclarmonda de Canet, señora de la Guardia de Ripollés, sus hijos fueron Garcerán VI de Pinós y Canet "El Joven", Rosa Garcerán de Pinós y Canet y Ramón II Garcerán de Pinós y Canet.
Residió en Bagà, capital de la baronía de Pinós, población a la que concedió una carta de franquicias el 1233. Tomó parte en la conquista de Mallorca (1229-30) y quizás también en la de Valencia (1233-45). Participó también en las guerras nobiliarias de Cataluña: las de 1198-1269 entre los Urgell y los Castellbò por la cuestión de la boda de Arnalda de Caboet, señora del valle de Andorra, y en las de 1256-60 entre los Moncada y otros nobles aliados con el rey Jaime I contra los condes de Urgell y de Foix. En esta última ocasión estuvo aliado con el conde de Urgell.

### Entre sus descendientes destacan
1. Pedro Luis Garcerán de Borja, marqués de Navarrés, Virrey y Capitán General de los Reinos de Tremecén, Ténez, Orán y Mazarquivir. Biznieto del papa Borja Alejandro VII. Decimocuarto y último Gran Maestre de la Orden de Montesa (Segorbe, 1528 - Barcelona, 20 de marzo de 1592). 
2. Gaspar Garcerán de Pinós y Castro, conde de Guimerá, Vizconde de Evol, de Alquel, Foradat, Illa, Canet y Ausbell, y las baronías de la Roca, Fréscano, Fraella, Vicien, Albero y otras. (n. Barcelona, 15 de noviembre de 1584 - † Zaragoza, 15 de julio de 1638), historiador y anticuario español. Hijo de Felipe Garcerán de Castro, Vizconde de Evol, Illa y Canet, y de Ana de Aragón y de Borja, hija de los duques de Villahermosa.
3. José Garcerán de Pinós y Perapertusa, marqués de Santa María de Barberá (1626-1680). Por parte materna estaba emparentado con los Perapertusa y con la familia noble de Perpiñán, de los Blan. Prestó servicios a la causa catalana a partir del período revolucionario de 1640, acompañó Pau Claris cuando éste fue a Sant Feliu de Llobregat. Participó en la Batalla de Montjuic (1641).